# گریت بدوین
گریت بدوین (به انگلیسی: Great Bedwyn) یک روستا و محله مدنی در بریتانیا است که در ویلتشر واقع شده‌است. گریت بدوین ۱٬۳۵۳ نفر جمعیت دارد.